# Mieke Gerritzen
Mieke Gerritzen (Amsterdam, 1962) is ontwerper en was tot 1 januari 2017 directeur van het Museum of the Image in Breda, dat tot december 2011 Graphic Design Museum heette. MOTI was een internationaal museum voor beeldcultuur. Per 1 januari 2017 werd MOTI opgeheven als gevolg van een fusie met het lokale erfgoedmuseum in Breda.
Sinds 1 januari 2017 is ze werkzaam vanuit The Image Society.
In de jaren negentig van de 20e eeuw verwierf zij bekendheid als een van de eerste ontwerpers die voor nieuwe media gingen vormgeven. Van 2002 tot 2008 gaf zij leiding aan de designafdeling van het Sandberg Instituut, de masteropleiding van de Gerrit Rietveld Academie in Amsterdam.
Gerritzen ontving diverse prijzen en onderscheidingen, waaronder de H.N. Werkmanprijs in 2000 voor de vormgeving van de leaders voor Nederland 3, de Rotterdam Designprijs en de Best Verzorgde Boeken in 1994 en 1996.

## Publicaties
- Everyone is a Designer: a manifest for the design economy (2000)
- Catalogue of Strategies. Mieke Gerritzen et al. Berkeley (2001)
- Mobile Minded. Mieke Gerritzen en Geert Lovink (2003)
- Next Nature. Mieke Gerritzen en Koert van Mensvoort (2005)
- Beautiful World (2006) Film
- Style First (2007)
- Creativity for All (2008)
- Everyone is a Designer in the age of Social Media (2010)
- Save the Humans! Mieke Gerritzen en Koert van Mensvoort (2015)
- Made in China, Designed in California, Criticised in Europe / Amsterdam Design Manifest, Mieke Gerritzen en Geert Lovink (2019)
- Help Your Self! The Rise of Self-Design. Mieke Gerritzen (2020)

- Bibliothèque nationale de France: cb15517160r (data)
- Gemeinsame Normdatei: 133547698
- International Standard Name Identifier: 0000 0000 7848 1714
- Library of Congress Control Number: n2002021780
- Nationale Bibliotheek van Israël: 987007376233205171
- Nederlandse Thesaurus van Auteursnamen: 182926435
- RKD-Nederlands Instituut voor Kunstgeschiedenis: 99482
- Système universitaire de documentation: 081962789
- Union List of Artist Names: 500775061
- Virtual International Authority File: 65826487
- WorldCat: E39PBJjxrx4VMvgwvGp9wf9hpP